# Alcaide (Fundão)
Alcaide ist eine Gemeinde (Freguesia) im portugiesischen Kreis (Concelho) von Fundão. In ihr leben 583 Einwohner (Stand 19. April 2021).

## Geschichte
Der Ort entstand vermutlich im Zuge der Wiederbesiedlung des Gebietes im Verlauf der Reconquista und der Konsolidierung des seit 1140 unabhängigen Königreich Portugals. Eine erste Kirche wurde hier im 13. Jahrhundert errichtet. König Manuel I. schuf 1515 den eigenständigen Kreis von Alcaide, der bis ins 19. Jahrhundert bestand. Seither ist Alcaide eine Gemeinde des Kreises Fundão.

## Kultur und Sehenswürdigkeiten
Unter den Baudenkmälern der Gemeinde sind, neben dem Grundschulgebäude, der Parkanlage Jardim do Dr. Fernão Vaz Pinto und dem historischen Rathaus, vor allem eine Reihe Sakralbauten zu nennen, insbesondere die manieristisch-barocke Gemeindekirche Igreja Paroquial de Alcaide (auch Igreja de São Pedro) aus dem 16. Jahrhundert, die auf eine erste Kirche aus dem 13. Jahrhundert zurückgeht.

## Persönlichkeiten
- João Franco Ferreira Pinto Castelo Branco (1855–1929), konservativer Politiker, Ministerpräsident